# سیارک ۱۴۶۸
سیارک ۱۴۶۸ (به انگلیسی: 1468 Zomba، نامگذاری:1938PA) هزار و چهارصد و شصت و هشتمین سیارک کشف شده‌است که در ۲۳ ژوئیه ۱۹۳۸ کشف شد.
قدر مطلق سیارک برابر ۱۳٫۶۰ است.